# Liste der Monuments historiques in Germigny (Marne)
Die Liste der Monuments historiques in Germigny führt die Monuments historiques in der französischen Gemeinde Germigny auf.

## Liste der Objekte
| Bezeichnung                   | Beschreibung                                                   | Standort                        | Kennzeichnung | Schutzstatus    | Datum  | Bild |
| ----------------------------- | -------------------------------------------------------------- | ------------------------------- | ------------- | --------------- | ------ | ---- |
| Skulptur Madonna mit Kind     | Kalkstein, farbig gefasst, 16. Jahrhundert                     | in der Kirche Notre-Dame (Lage) | PM51001891    | Inscrit         | 1993   |      |
| Skulptur einer Orantin        | Fragmente; Stein, 16. Jahrhundert                              | in der Kirche Notre-Dame (Lage) | PM51001893    | Inscrit         | 1993   |      |
| Taufbecken                    | Stein, 16. Jahrhundert; während des Ersten Weltkriegs zerstört | in der Kirche Notre-Dame (Lage) | PM51001504    | Classé gelöscht | ? 1960 |      |
| Passionsretabel               | Stein, 16. Jahrhundert                                         | in der Kirche Notre-Dame (Lage) | PM51000449    | Classé          | 1908   |      |
| Skulptur Heiliger Markus      | Fragmente; Stein, farbig gefasst, 16. Jahrhundert              | in der Kirche Notre-Dame (Lage) | PM51001892    | Inscrit         | 1993   |      |
| Skulptur Christus in der Rast | Stein, 16. Jahrhundert                                         | in der Kirche Notre-Dame (Lage) | PM51001894    | Inscrit         | 1993   |      |